# António Ornelas Mendes
António Maria de Ornelas Ourique Mendes (Angra do Heroísmo, Açores (região autónoma), 5 de julho de 1942) é um professor de história jubilado, genealogista, com vasta obra publicada, e político português, tendo sido deputado à Assembleia da República e secretário regional da educação e cultura do III Governo Regional dos Açores. Foi conselheiro cultural nas embaixadas de Portugal em Rabat, Roma e Bruxelas e diretor do Centro Cultural Português em Marrocos e do jornal Diário Insular.

## Biografia
- Após ter estudado no liceu de Angra do Heroísmo, matriculou-se na faculdade de Direito da Universidade de Lisboa, mas desistindo desse curso licenciou-se na faculdade de Letras, em História;[1][2]
- Seguiu a carreira docente do ensino secundário, sendo professor efetivo no Liceu de Angra do Heroísmo, e, em Lisboa, no Liceu D. João de Castro e no Liceu Camões;[1][2]
- foi diretor da delegação regional do Instituto da Acção Social Escolar (1975-1976);[1][2]
- foi diretor do jornal angrense Diário Insular (1976-1978);[1][2]
- de 1976 a 1978, foi adjunto e chefe de gabinete do secretário regional da educação e cultura do I Governo Regional dos Açores;[2]
- militante do  Partido Social Democrata foi eleito, pelo círculo dos  Açores, deputado à Assembleia da República na I, II, III e V legislaturas (1979-1980, 1980-1983, 1983-1984 e 1988-1991, respetivamente);[1][2][3]
- como deputado integrou as comissões parlamentares de defesa e negócios estrangeiros e foi membro da delegação parlamentar portuguesa da OTAN (Organização do Tratado do Atlântico Norte);[1][2]
- auditor do Instituto de Defesa Nacional (1984);[2]
- de 8 de novembro de 1984 a 30 de novembro de 1988, foi secretário regional da educação e cultura do III Governo Regional dos Açores;[1][2][4]
- em 1989, foi representante dos Açores na Comissão Nacional para as Comemorações dos Descobrimentos Portugueses;[1]
- exerceu a função de assessor do secretário de estado das comunidades portuguesas (1991-1992);[1]
- pertenceu ao quadro do pessoal especializado do  Ministério dos Negócios Estrangeiros, tendo sido conselheiro cultural nas embaixadas de Portugal em Rabat (1999-2001), Roma (2001-2005) e Bruxelas (2005-2007);[1][5][6][2]
- de 1999 a 2001, foi diretor do Centro Cultural Português em Marrocos;[1]
- é sócio honorário do Instituto Histórico da Ilha Terceira, do Instituto Açoriano de Cultura, do Instituto Cultural de Ponta Delgada, do Núcleo Cultural da Horta e da Sociedade de Geografia de Lisboa;[1][2]
- é professor jubilado e genealogista com trabalhos publicados em revistas da especialidade.[1][2]
- membro da comissão encarregada do estudo dos símbolos heráldicos dos Açores (região autónoma);[2]
- é casado com Teresa Tavares Carreiro, micaelense, com um filho, António.[2]

## Obra publicada
Como genealogista e investigador tem diversos livros e trabalhos publicados em revistas da especialidade, sendo de destacar, entre outros:
- Carta de brasão de armas XIII; Boletim do Instituto Histórico da Ilha Terceira, XXXIV: 72-102; 1976;
- Duas cartas inéditas de Almeida Garrett a Francisco Homem Ribeiro da ilha Graciosa; Atlântida, XX: 210-217; 1976;
- Carta de brasão de armas XXII; [coautor com Manuel Norton]; Atlântida, XXI: 187-204; 1977;
- Carta de brasão de armas XXIII; [coautor com Manuel Norton]; Atlântida, XXII: 147-176; 1978;
- A família de Vitorino Nemésio; [coautor com Jorge Forjaz]; Atlântida, XXIII: 13-58; 1979;
- A marinha portuguesa na luta contra a escravatura; [coautor com Jorge Forjaz e Fernando Corte Real]; Atlântida, XXIII: 9-45; 1979;
- Práticas e crenças cripto-judaicas nos Açores; Boletim do Instituto Histórico da Ilha Terceira, XL: 673-692; 1982;
- Os Lobo da ilha de S. Miguel; Revista de genealogia e Heráldica; Porto; 5/6: 245-268; 2001;
- Genealogias da Ilha Terceira (10 volumes) [coautor com Jorge Forjaz]; Lisboa; DisLivro Histórica; 2007-2011; ISBN 978-972-8876-98-2 - ISBN 978-989-639-141-6;
- Genealogias das Quatro Ilhas (4 volumes); [coautor com Jorge Forjaz]; 2009;
- Tombo Heráldico dos Açores: cartas de brasão, heráldica episcopal; Angra do Heroísmo; Caixa Económica da Misericórdia; 2014;
- Da origem de algumas famílias estrangeiras na Terceira e no Faial; Angra do Heroísmo; [s.n.]; 2017; ISBN 978-972-9220-28-9;
- Rodrigues, Moniz Falcão, Cordeiro Neves e outras famílias da Maia, da Relva, de Ponta Delgada e desta aos sertões de Pernambuco e à «terra da América»; Ponta Delgada; Letras Lavadas; 2017; ISBN 978-989-735-132-7;
- Tavares Carreiro - Uma Família Micaelense; Ponta Delgada; Letras Lavadas; 2017; ISBN 978-989-735-131-0;
- A Descendência do 1.º Visconde do Botelho: Nuno Gonçalves Botelho de Arruda Coutinho e Gusmão (1813-1879); Ponta Delgada; Letras Lavadas; 2018; ISBN 978-989-735-175-4;
- 30 ensaios de genealogia micaelense; Ponta Delgada; Letras Lavadas, 2023; ISBN: 978-989-735-449-6;
- é ainda o autor do prefácio da obra Machado de Faria e Maya, de Eduardo Soares de Albergaria; Ponta Delgada; Letras Lavadas, 2013; ISBN 978-989-735-022-1.